# ژاپنی کانادایی‌ها
ژاپنی کانادایی (به ژاپنی: 日系カナダ人, Nikkei Kanadajin) شهروندان کانادایی از نژاد مردمان ژاپنی هستند. کانادایی‌های ژاپنی بیشتر در کانادای غربی متمرکز هستند، به ویژه در استان  بریتیش کلمبیا، که میزبان بزرگترین جامعه ژاپنی در کشور است که اکثر آنها در ونکوور و اطراف آن زندگی می‌کنند. در سال ۲۰۱۶، ۱۲۱٬۴۸۵ ژاپنی کانادایی در سراسر کانادا زندگی می‌کردند.